# The Spiral Staircase
The Spiral Staircase is een Amerikaanse film uit 1946 onder regie van Robert Siodmak. De film is gebaseerd op een boek van Ethel Lina White. Actrice Ethel Barrymore kreeg een Oscarnominatie voor haar rol in de film. Hoewel actrice Joan Crawford de rol van Helen Capel dolgraag wilde, kreeg Dorothy McGuire de hoofdrol. De film werd in 1975 opnieuw gemaakt met Jacqueline Bisset in de hoofdrol. In 2000 werd een gerelateerde televisiefilm gemaakt waarin Nicolette Sheridan te zien was.

## Verhaal
Helen werkt in een landhuis en wordt gewaarschuwd voor een man die mensen met een handicap vermoordt. Helen wordt bang en besluit te vertrekken. Echter, als ze op het punt staat om weg te gaan, is ze al erg dicht bij de maniak...

## Rolverdeling
| Acteur          | Personage        |
| --------------- | ---------------- |
| Dorothy McGuire | Helen Capel      |
| George Brent    | Professor Warren |
| Ethel Barrymore | Mevrouw Warren   |
| Kent Smith      | Dokter Parry     |
| Rhonda Fleming  | Blanche          |
| Gordon Oliver   | Steve Warren     |
| Elsa Lanchester | Mevrouw Oates    |
| Sara Allgood    | Zuster Barker    |
| Rhys Williams   | Meneer Oates     |
| James Bell      | Constable        |